# أرافيند أديغا
أرافيند أديغا (بالإنجليزية: Aravind Adiga)‏ هو روائي وصحفي هندي-أسترالي، فازت روايته الأولى (النمر الأبيض) بجائزة مان بوكر الدولية في عام 2008.

## حياته

### النشأة وتعليمه
ولد أديغا في 23 أكتوبر من العام 1974، في مدينة مدراس الهندية (تشيناي) حاليا، ونشأ في مانغالور في جنوب الهند موطن والديه، جده لأبيه ك. سوريانارايانا أديغا الرئيس السابق لبنك كارناتاكا وجده الأكبر لأمه ممارس طبي شعبي وسياسي في المؤتمر الوطني الهندي من مدراس، درس أديغا مرحلته الثانوية في مدرسة كانارا، والتحق في مرحلته الجامعية بجامعة كولومبيا الأمريكية، وواصل بعدها تعليمه في كلية ماكدالين في جامعة أكسفورد البريطانية.

### حياته العملية
بدأ أرافيند أديغا حياته العملية صحفيا متخصصا بعالم المال والأعمال، ومتدربا في فاينانشل تايمز، ومن خلال كتابته لمقالات بشكل منتظم في المجلة قام بتغطية أحداث الأسواق المالية والاستثمار، وأجرى مقابلات مع العديد من الشخصيات من ضمنهم الرئيس الأمريكي دونالد ترمب، عينته مجلة Time مراسلا لها في جنوب آسيا لمدة 3 سنوات قبل أن يستقل أديغا بعمله، وخلال فترة عمله مستقلا كتب روايته (النمر الأبيض) الفائزة بالجائزة.

### جائزة مان بوكر
فاز بالجائزة عن أولى أعماله الروائية التي نشرها في عام 2008 العام ذاته الذي صدرت به الرواية، وهو رابع مؤلف هندي المولد يفوز بالجائزة، كتب مسودتها الأولى في عام 2005، وتركها فترة طويلة حتى عاد إليها وأتمها في العام 2007، تستعرض الرواية التناقض الصارخ بين الحياة الاقتصادية الحديثة في الهند، وحياة بطل الرواية الذي يأتي من الريف الهندي الفقير، متناولا عدة قضايا مثل التمييز الطبقي، والعولمة، والعودة من الخارج إلى الهند.

## أعمال أخرى

### روايات
- النمر الأبيض - 2008[11]
- بين الاغتيالات - 2008[12]
- آخر رجل في البرج - 2011[13]
- يوم الاختيار - 2016[14]

### قصص قصيرة
- مدفعية السلطان - صحيفة الغارديان[15]
- صفعة - صحيفة صنداي تايمز[16]
- عيد الميلاد الأخير في باندرا - صحيفة تايمز[17]
- الفيل - صحيفة نيويوركر[18]

## روابط خارجية
- أرافيند أديغا على موقع IMDb (الإنجليزية)
- أرافيند أديغا على موقع مونزينجر (الألمانية)